# دین هارگرو
دین هارگرو (انگلیسی: Dean Hargrove؛ زادهٔ ۲۷ ژوئیهٔ ۱۹۳۸) فیلم‌نامه‌نویس، تهیه‌کننده فیلم، تهیه‌کننده تلویزیونی و کارگردان فیلم اهل ایالات متحده آمریکا است.
از فیلم‌ها یا مجموعه‌های تلویزیونی که وی در آن‌ها نقش داشته‌است، می‌توان به هکس، مک‌کلاود و ستوان کلمبو اشاره نمود.